# 12-Bar Original
"12-Bar Original" is een instrumentaal nummer van de Britse band The Beatles. Het werd in 1965 opgenomen tijdens de sessies voor het album Rubber Soul, maar verscheen pas voor het eerst in 1996 op het compilatiealbum Anthology 2.

## Achtergrond
"12-Bar Original" is een van de weinige nummers van The Beatles die wordt toegeschreven aan alle bandleden. Ook "Flying", "Dig It" en "Christmas Time (Is Here Again)" zijn geschreven door John Lennon, Paul McCartney, George Harrison en Richard Starkey.
"12-Bar Original" is een instrumentaal nummer en heeft, zoals de titel aangeeft, een standaard bluesschema met twaalf maten. Het is het eerste instrumentale nummer van de band dat zij opnamen nadat zij een contract hadden getekend met EMI Music; in 1960 en 1961 namen zij al respectievelijk "Cayenne" en "Cry for a Shadow" op. Het enige andere instrumentale nummer uit het oeuvre van de band is "Flying".
The Beatles namen "12-Bar Original" op 4 november 1965 op in de EMI Recording Studios, dezelfde dag waarop zij ook "What Goes On" hadden opgenomen. Op deze opname bestond het nummer uit zeventien herhalingen van twaalf maten en had het een lengte van 6:42 minuten. In 1996 werd een nieuwe mix gemaakt voor het compilatiealbum Anthology 2. Hierop voegde producer George Martin een aantal herhalingen van twaalf maten uit de oorspronkelijke opname samen tot een nieuwe mix met een lengte van 2:54 minuten.